# Jacques Ledoux
Jacques Ledoux (Varsavia, 1921 – Bruxelles, 6 giugno 1988) è stato un curatore e archivista cinematografico belga.
Lavorò dal 1948 al 1988 all'Archivio Reale del Cinema a Bruxelles (oggi conosciuto come Cinematek) e fondò nel 1962 il Musée du cinéma de Bruxelles.
Fu l'ideatore e il curatore delle cinque edizioni di EXPRMNTL, festival di cinema sperimentale che si svolse a Knokke-le-Zoute tra il 1949 e il 1974.
Morì il 6 giugno a Bruxelles e pochi mesi dopo gli venne attribuito il Premio Erasmo. La vedova volle che il premio in denaro venisse utilizzato per il premio cinematografico  prix de l'Âge d'or (omaggio al film omonimo di Luis Buñuel), creato da lui e René Micha.
Gli è dedicata una cattedra di studi cinematografica alla Università del Wisconsin.

## Filmografia parziale

### Direttore della fotografia

#### Cinema
- Le commando des chauds lapins, regia di Guy Pérol (1975)